# سیاه‌کل (جانور)
سیاه‌کل (نام علمی: Antilope cervicapra) نام یک گونه از تیره گاوان است.